# Dreieck Havelland
Dreieck Havelland is een knooppunt in de Duitse deelstaat Brandenburg.
Op dit half-sterknooppunt, dat in het stroomgebied van de rivier de Havel ten zuiden van het dorp Groß Ziethen ligt sluit de A24 vanuit Hamburg aan op de A10 de Berliner Autobahnring.

## Geografie
Het knooppunt ligt in de regio Havelland, waarnaar het vernoemd is, in de gemeenten in Oberkrämer en Kremmen in het Landkreis Oberhavel. Nabijgelegen plaatsen zijn Schönwalde-Glien en Nauen. Het knooppunt ligt ongeveer 30 km ten noordwesten van het centrum van Berlijn.

## Geschiedenis
Het oude trompetknooppunt werd gebouwd tussen 1972 en 1979 tijdens de uitbreidingswerken van de Berlijnse ring.
In juli 2011 werden de plannen bekendgemaakt voor de verbreding naar 2x3 rijstroken ven de weg tussen de afritten Neuruppin (A24) en Oberkrämer (A10) vanwege de verbreding besloot men ook tot de reconstructie van het knooppunt. Op 17 september 2012 begon het werk tussen Dreieck Havelland en Kremmen.
Op 18 november 2014 werd het vernieuwde knooppunt geopend voor het verkeer.

## Verkeersintensiteiten
Dagelijks passeren ongeveer 110.000 voertuigen het knooppunt.
Handmatige verkeerstelling van 2010.
| Van                 | Naar                 | Gemiddeld aantal voertuigen per dag | Percentage vrachtverkeer |
| ------------------- | -------------------- | ----------------------------------- | ------------------------ |
| AS Falkensee (A 10) | AD Havelland         | 28.500                              | 16,5 %                   |
| AD Havelland        | AS Oberkrämer (A 10) | 51.100                              | 13,6 %                   |
| AS Kremmen (A 24)   | AD Havelland         | 48.200                              | 14,1 %                   |

In 2025 wordt verwacht dat er 65.000 voertuigen per dag in elke richting gebruik zullen maken van het dreieck.

## Richtingen knooppunt
| Aansluitende wegen                 | Aansluitende wegen                                   | Aansluitende wegen                     | Aansluitende wegen | Aansluitende wegen |
| ---------------------------------- | ---------------------------------------------------- | -------------------------------------- | ------------------ | ------------------ |
|                                    |                                                      |                                        |                    |                    |
|                                    |                                                      |                                        |                    |                    |
| richting Kremmen Rostock / Hamburg | richting Berlijn-Centrum Prenzlau / Frankfurt (Oder) |                                        |                    |                    |
|                                    |                                                      |                                        |                    |                    |
|                                    |                                                      | richting Potsdam Maagdenburg / Leipzig |                    |                    |